# Lancia Ypsilon Rally 4 HF
El Lancia Ypsilon Rally 4 HF es un vehículo de competición basado en la cuarta generación del Lancia Ypsilon con homologación Rally4 y construido por Lancia para su uso en competiciones de rally.

## Historia
El 27 de mayo de 2024, se reveló al público esta nueva versión del Ypsilon para la categoría Rally4. Durante la presentación, Carlos Tavares, CEO de Stellantis, habló sobre el inicio del regreso de Lancia a las competiciones de rally, en particular al WRC. Sin embargo, Tavares descarto por el momento la creación de un equipo oficial, dejando la iniciativa a equipos privados. Se trata de una operación de marketing y relanzamiento de la marca, pero con una inversión limitada, ya que los equipos privados también aprovecharán los componentes y la experiencia adquirida con el Peugeot 208 Rally4 y el Opel Corsa Rally4. La decoración recuerda a los famosos colores de Martini Racing, mientras que la marca HF destaca en todo el vehículo. Esta versión estará equipada con un motor turbo alimentado de tres cilindros y 1.2 litros de 212 CV.
En julio de 2024, las primeras pruebas del Ypsilon HF Rally4 se llevaron a cabo en el sur de Francia, concretamente en Mazamet, Occitania, cerca de Carcassonne. El coche fue probado en asfalto por Andrea Crugnola y en tierra por Léo Rossel. El 16 de julio de 2024, el bicampeón mundial de rally con Lancia, Miki Biasion, también realizó una prueba especial con el coche. El 17 de julio de 2024, Lancia nombró a Eugenio Franzetti, director de Lancia Corse HF. El 23 de septiembre de 2024, Carlos Tavares, CEO de Stellantis, probó el nuevo Lancia Ypsilon Rally4 HF en el circuito de Balocco.